# Rafael Ángel Fernández Piedra
Rafael Ángel Fernández Piedra (San José, 24 de octubre de 1935-9 de septiembre de 2018), conocido como Rafa Fernández, fue un pintor costarricense. Realizó múltiples exposiciones individuales y colectivas. Su arte se distingue principalmente por la temática relativa a la feminidad y sus misterios. Obtuvo tres veces el Premio Nacional Aquileo J. Echeverría en Artes Plásticas (1968, 1972 y 1975), aunque la primera vez lo rechazó por no convenir con las apreciaciones del jurado. A mediados de los años 1980, recibió en España el Premio Santiago en el 52.° Salón de Otoño del Centro Cultural de la Villa de Madrid. También ganó el Premio Magón en 2002.

## Biografía
Fue el cuarto hijo de Claudio Fernández y Silvia Piedra. En su juventud, aspiró a ser cantante y torero. Comenzó sus estudios entre 1950 y 1953 en la «Casa del Artista» en Costa Rica, siendo Teodorico Quirós , Francisco Amighetti, Lucho Ranucci, Carlos Salazar y Dinorah Bolandi sus maestros.
En 1954 realizó su primera exposición en el Teatro Nacional de Costa Rica con 11 obras, compartiendo cartelera con Claudio Monge.
Continuó sus estudios en la Escuela de Bellas Artes de Managua, Nicaragua, bajo la dirección del maestro Rodrigo Peñalba, en 1958, gracias a una beca.
En 1961, participa como invitado en el Primer Festival de Arte organizado por el Grupo Ocho. Después de ver su cuadro, el maestro Manuel de la Cruz se empeña en conocerlo e invitarlo a ser parte de su Grupo Taller.
En 1968, la Dirección General de Artes y Letras le concede una beca que le permitirá viajar por primera vez a España. Allí, expone, empieza a trabajar en el Círculo de Bellas Artes de Madrid y gana el Primer Premio de Dibujo del certamen organizado por la asociación.
Efectuó diversas giras culturales por Estados Unidos invitado por el Departamento de Estado, por la Organización de Estados Americanos (O.E.A.) y por diversas asociaciones como los «Amigos de las Américas» y la «Casa de las Américas». Entre abril y mayo de 1971, en la Knox and Campbell Galleries, en Arizona, realizó la que sería su primera muestra individual en Estados Unidos. Dos años más tarde, expone en la Galería de la Unión Panamericana de la OEA en Washington D.C. y, desde entonces, ha realizado más de seis muestras en ese país.
Fue seleccionado para la creación de un mural interior (45 x 2,5 m) en la Clínica Marcial Fallas en Desamparados, Costa Rica, titulado «Alegoría al trabajo», en 1974.
Entre 1976 y 1978 realizó los cursos CREAGRAF de grabado y litografía en la Facultad de Bellas Artes de la Universidad de Costa Rica, de la que obtuvo, en 1975, la licenciatura en artes plásticas con especialidad en pintura.  Expone alternativamente pintura y obra gráfica en Panamá, Nicaragua, Alemania, Reino Unido y Costa Rica, y crea el Parque de la Expresión, jornadas dominicales de artes plásticas, música y teatro para niños y jóvenes.
En 1981 expone cerca de 90 obras distintas en el Instituto Hondureño de Cultura Interamericana, en la Galería Arte 80 en Panamá y en la Eleanor Jeck Gallery en Arizona. En estas pinturas comienzan a perfilarse las mujeres etéreas que luego poblarían muchos otros de sus cuadros y que tanto sugieren nostalgia y anhelo como serenidad e indiferencia.
En 1982 crea el grupo Cofradía en el que se reúne con los artistas Otto Apuy y Gerardo González y al que luego se sumarán Álvaro Bracci y Mariano Prado. Participó en el Primer Encuentro de Críticos de Arte y Artistas Ibero-Americanos y es el representante de su país en el Museo Vial Rafael Bogarín de Venezuela, el único museo de pintura latinoamericana al aire libre que discurre a lo largo de una carretera de más de 180 km de longitud.
En 1983, publica el libro de historietas visuales «Psicorafismos» y crea el Museo de la Miniatura en Costa Rica.
En 1985, obtiene la Maestría en Artes Plásticas con especialidad en Grabado de la Universidad de Minnesota, Estados Unidos. Este año se instaló en España, donde con éxito expuso, entre otros lugares, en la Galería Infantas, en Madrid, y Sala Gaudí, en Barcelona donde ganó el premio Santiago en el 52 Salón de Otoño en el Centro Cultural de la Villa de Madrid y el Galerías Preciados.
En 1987, expuso en la Unión Paramericana en Washington. Sus cuadros despertaron emociones tan variadas como intensas, incluso uno de ellos fue destruido por un espectador. En 1989, un año después de haber vuelto a vivir a Costa Rica y a propósito del centenario de vida democrática del país, realizó una pintura mural de 5,2 x 2,1 m que lleva el nombre de «Patria» y, desde entonces se exhibe en el Club Unión.
En 1990, su cuadro «La caravana» (51 x 61 cm) es vendido en un millón de colones. Al año siguiente, expone en la Maison de l’Amerique Latine en París, Francia.
En 1998, el Museo José Luis Cuevas en México, el Museo Ralli de Arte Contemporáneo en Punta del Este, Uruguay y el Museo del Hombre en Quito, Ecuador, le invitan a formar parte de su colección permanente.
En 2001 realiza su obra, «Eterno femenino», pintada sobre el telón de boca del Teatro Nacional de Costa Rica. Este mismo año es invitado a la Edición 49 de la Bienal de Venecia.
En 2002, el mismo año en que recibe el Premio Magón, sufre de dos accidentes cerebrovasculares. En 2004, expone en el Museo de Arte Costarricense «Magia, pasión y ensueños», una muestra antológica que reúne 60 obras del artista. Un año después, la muestra «La mirada furtiva», en la que expone 36 óleos de pequeño formato, se constituye en un renacer para este artista que, ese mismo año es invitado a donar un autorretrato a la colección de la Galería Uffizi, en Florencia, Italia.
En 2009, su exposición, «Lunas del silencio» se expone en el Museo Calderón Guardia: 25 óleos en gran formato presentaron su faceta expresionista. Seis meses después la VIII Edición de Valoarte le hace un homenaje dedicando una sala completa a la exhibición de algunos de sus trabajos más recientes: óleos de mediano y pequeño formato que marcaron la génesis de «Pequeñas voces nocturnas», muestra con la que el artista celebra el cierre de tan prolífico año.
Un año después, presenta una muestra antológica de su obra litográfica en el vestíbulo de la Corte Suprema de Justicia de Costa Rica. Expone 25 obras de sus últimos trabajos en la Sala Kaleidoscopio e inaugura en octubre la muestra «Alquimia» para la Galería Arthis de Guatemala con la que celebra sus 60 años de carrera artística.
En el mes de agosto de 2011 inaugura en Studio Hotel en Santa Ana, su muestra «Liturgia», una exposición que el artista entrega como una ofrenda al ritual de la pintura y cierra el año con «Iluisionismo lírico» en las oficinas centrales del Banco de Costa Rica
Y en 2012, participa invitado por la Galería Nacional del Centro Nacional de la Ciencia y la Cultura en el Festival Internacional de las Artes con «Una pasión más allá del tiempo».  
Preocupado por la promoción del arte en su país, Rafa Fernández ha participado, de forma constante y durante más de tres décadas, en numerosas manifestaciones como concursos nacionales y centroamericanos en los que, a menudo, ha formando parte del jurado. 
Ha sido miembro del consejo de administración de la Editorial Costa Rica y consejero de artes plásticas del ministerio de cultura de su país.  Sus obras se encuentran en importantes museos y forman parte de numerosas colecciones públicas y privadas en América y Europa.

## Estilo y temas
La obra de Rafa Fernández conoció diferentes etapas y estilos antes de decantarse por el tema relativo a la feminidad y a los misterios asociados a ella.
Entre 1950 y 1960, durante su etapa de estudios, sus obras perciben una sensibilidad expresionista, y la superficie de sus lienzos se enriquece con texturas raspadas o rasgadas. Los cuadros muestran una afinidad estilística con la pintura del italiano Amedeo Modigliani (1884-1920) y, algunas veces, con el arte del suizo Alberto Giacometti (1901-1966).
Durante los años 70, su pintura tomó un rumbo que la acercó al surrealismo, con influencias de la literatura latinoamericana. Dedicó una serie a «Cien años de soledad» de Gabriel García Márquez. En esta etapa de realismo mágico, sus expresiones artísticas se desenvuelven en dimensiones que combinan lo onírico, lo esotérico y lo irracional. Hubo influencias del artista ruso Marc Chagall (1887-1985) y del mexicano Rufino Tamayo (1899-1991).
Con sus viajes a Europa, conoció las obras de los grandes maestros, lo que motivó la necesidad de ampliar su expresión plástica y enriquecer los colores y gamas de su paleta. Surgen todos los derroteros ulteriores de su pintura en los planos formal, técnico y temático.
Durante los años 80, su repertorio iconográfico se incrementó: aparecieron las figuras femeninas, que adquirieron dimensiones monumentales y se volvieron más sólidas y volumétricas, y los pliegues adoptaron mayor presencia, lo que delata cierta condición escultórica. Logró una convivencia de formas figurativas con patrones abstractos y una atmósfera metafísica empezó a aparecer en sus cuadros, que alcanzaron algo del equilibrio y del reposo que caracterizan a la pintura del primer Renacimiento.
Asimismo, otro tema surgió: por primera vez en su carrera, prestó atención al paisaje. Con acentos oníricos, sus paisajes no corresponden a ningún lugar y se convierten en el escenario del drama silencioso, interno, de sus personajes femeninos.

## Premios y reconocimientos
- 2002: Premio Nacional de Cultura Magón.
- Premio "Nido Textil" Madrid, España
- Premio Santiago de Santiago en Pintura y 2a. Medalla en Dibujo en el Salón de Otoño, Madrid, España.
- Premio Corte Inglés en la XXII Exposición de San Isidro, Madrid, España
- Premio Cristóbal Colón, Centro Cultural Conde Duque, Madrid, España
- 1998: Forma parte de la Colección del Museo José Luis Cuevas, México D.F.
- 1998: Forma parte de la Colección del Museo Rally de Arte Contemporáneo, Punta del Este, Uruguay.
- 1997: Primer lugar en el Certamen Nacional de Grabado, San José.
- 1991: Segundo lugar, Certamen Nacional de Grabado, Museo de Arte Costarricense.
- 1975: Premio Nacional Aquileo J. Echeverría en Artes Plásticas. Como anécdota, declaró: «El primer Premio me halagó, el segundo me estimuló pero este tercero ya me da vergüenza».
- 1972: Premio Nacional Aquileo J. Echeverría en Artes Plásticas.
- 1968: Premio de Dibujo del I Certamen organizado por la asociación del Círculo de Bellas Artes de Madrid, España.
- 1968: Premio Nacional Aquileo J. Echeverría en Artes Plásticas, el cual rechaza por no estar de acuerdo con las decisiones del jurado.